# 恋愛禁制
『恋愛禁制』（れんあいきんせい、Das Liebesverbot ）は、リヒャルト・ワーグナー作曲の2幕のオペラ。副題は「パレルモの修道女」（Die Novize von Palermo）。
ワーグナーがマクデブルクで指揮者としての修業時代、1834年に作曲した2作目の、全2幕のオペラである。シェイクスピアの戯曲『尺には尺を』を基に、ワーグナー自身が台本を書いた。喜劇で台詞が入るイタリア的なオペラ。総督の恋愛禁止とそれに伴う事件の物語である。演奏時間は全曲で2時間半（90分、60分）。1836年3月29日にドイツのマクデブルクにて初演された。

## 楽器編成
管弦楽は普通の大きな2管編成。フルート2、ピッコロ、オーボエ2、クラリネット2、ファゴット2、ホルン4、トランペット4、トロンボーン3、チューバ（オフィクレイド）、ティンパニ1対、カスタネット、シンバル1対、大太鼓、トライアングル、タンブリン、弦五部
バンダ（吹奏楽）：ピッコロ2、クラリネット5、ファゴット4、ホルン4、トランペット6、トロンボーン3、トライアングル、小太鼓、大太鼓、シンバル1対

## 登場人物
- シチリアの総督フリードリヒ（バリトン）
- 貴族クラウディオ（テノール）
- その妹イザベラ（メゾソプラノ）
- ルチオとクラウディオ（テノール）
- マリアンナ（ソプラノ）
- ドレラ（ソプラノ）
- ブリゲーラ（バス）

他。

## 時と場所
中世のシチリア

## 自筆譜
『恋愛禁制』の自筆譜は『リエンツィ』や『妖精』の自筆譜などとともにワーグナーからバイエルン王ルートヴィヒ2世に献呈され、後年にはアドルフ・ヒトラーの所有物となった。これらの自筆譜は第二次世界大戦末期に総統地下壕へ持ち込まれ、ヒトラーの死以降は全て行方不明となっている。